# Diathryptus
Diathryptus är ett släkte av skalbaggar. Diathryptus ingår i familjen vivlar.
Kladogram enligt Catalogue of Life:
| Diathryptus | \| \| Diathryptus asper \| \| \| \| |
|             | \| \| Diathryptus asper \| \| \| \| |
|             | Diathryptus asper                   |
|             |                                     |